# Projet de statut d'autonomie pour le Pays valencien de mars 1937
Pour les articles homonymes, voir Statut d'autonomie valencien.
Le projet de statut d'autonomie pour le Pays valencien (titre original, en castillan : Proyecto de Estatuto de autonomía para el País Valenciano) est un projet de statut d'autonomie pour le Pays valencien publié en mars 1937 à l'initiative du Parti d'union républicaine autonomiste.

## Présentation
Publié le 5 mars 1937, cet avant-projet, suivant de quelques jours celui présenté en février 1937 par Esquerra Valenciana, est cette fois l'initiative du Parti d'union républicaine autonomiste blasquiste. Il s'inscrit dans une conception fédéraliste de l'État espagnol.
Le texte, rédigé en castillan est significativement plus long que ses homologues : il se compose de 130 articles répartis en 9 titres et inclut un long préambule, sur un total de 14 pages. Le préambule détaille longuement sa conception de l'autonomie, qu'il différencie explicitement de l'indépendance, ce qu'il justifie car « beaucoup de gens ne distinguent pas entre ces deux concepts ».
Le pouvoir de l'entité fédérale se compose d'une « Assemblée législative » (secondée par un « Conseil économique »), un « Conseil de Justice » et un exécutif avec un caractère présidentialiste affirmé, dont le président est élu au suffrage universel direct, contre le caractère parlementariste des projets antérieurs. Il consacre à nouveau l'appellation de « Pays valencien » pour la région, comme le projet de bases rédigé par la CNT en juillet 1936.
Sur le plan linguistique, il déclare le valencien et le castillan comme langues officielles de la région sur un plan de stricte égalité, sauf dans les relations avec le pouvoir républicain central et avec les autres régions, où le second est privilégié. Dans les relations avec les municipalités, la langue parlée dans chacune d'elles est privilégiée, sans donner plus de critère discriminant. Le texte prévoit également l'utilisation des deux langues « indistinctement » dans l'éducation.